# Tillamook (Oregon)
Tillamook je město na pobřeží Tichého oceánu v americkém státě Oregon. Nachází se na jihovýchodním konci zálivu Tillamook Bay. Je pojmenované podle indiánského kmene Tillamook, který obýval tuto oblast počátkem 19. století. Počet obyvatel podle sčítání z roku 2000 byl 4352. V roce 2006 byl odhad počtu obyvatel 4675. Známé je zejména výrobou sýrů.